# Zbroja pełna

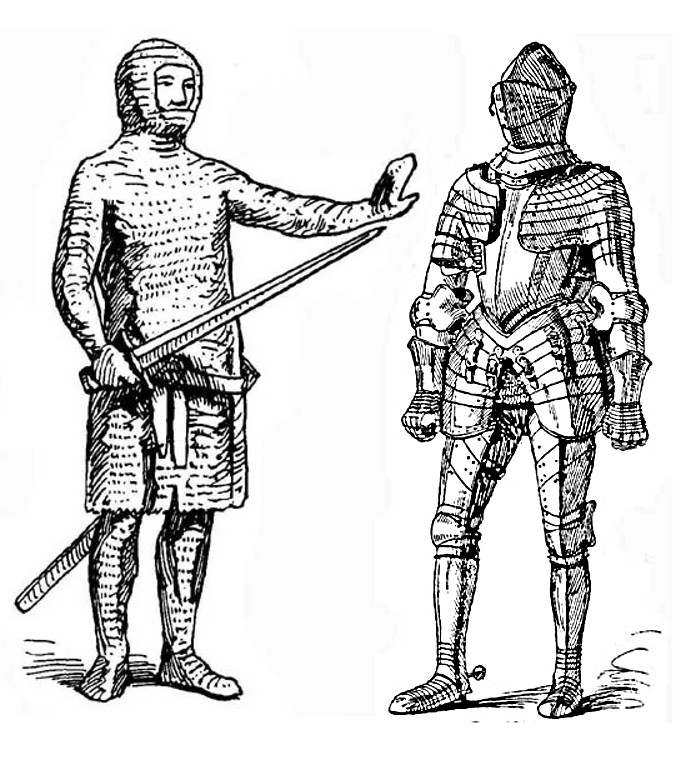
Zbroje pełne:
kolcza (po lewej)
płytowa (po prawej)

Zbroja pełna – wieloelementowy rodzaj zbroi, chroniący całe ciało użytkownika „od stóp po głowę”. Występowała najczęściej w postaci zbroi kolczej lub płytowej, choć zdarzały się również egzemplarze o odmiennej konstrukcji (np. łuskowe, lamelkowe itp.).

## Budowa
Zbroje pełne składały się z wielu łączonych ze sobą elementów. Przykładowo najbardziej zaawansowaną konstrukcyjnie zbroję płytową tworzyły: hełm, kirys (składający się z napierśnika i naplecznika), naręczaki (składające się z zarękawi, nałokcic, opach i naramienników), rękawice, bigwanty (składające się z nabiodrków, nakolanków, nagolenników, trzewików), oraz opcjonalnie obojczyk, fartuch, taszki i tarczki opachowe. Pełną zbroję kolczą tworzyły natomiast: kolczuga, kaptur kolczy, rękawice i nogawice kolcze. Możliwe było również łącznie elementów kolczych i płytowych w jednej zbroi (w różnym zakresie).